# Thorakoplastika

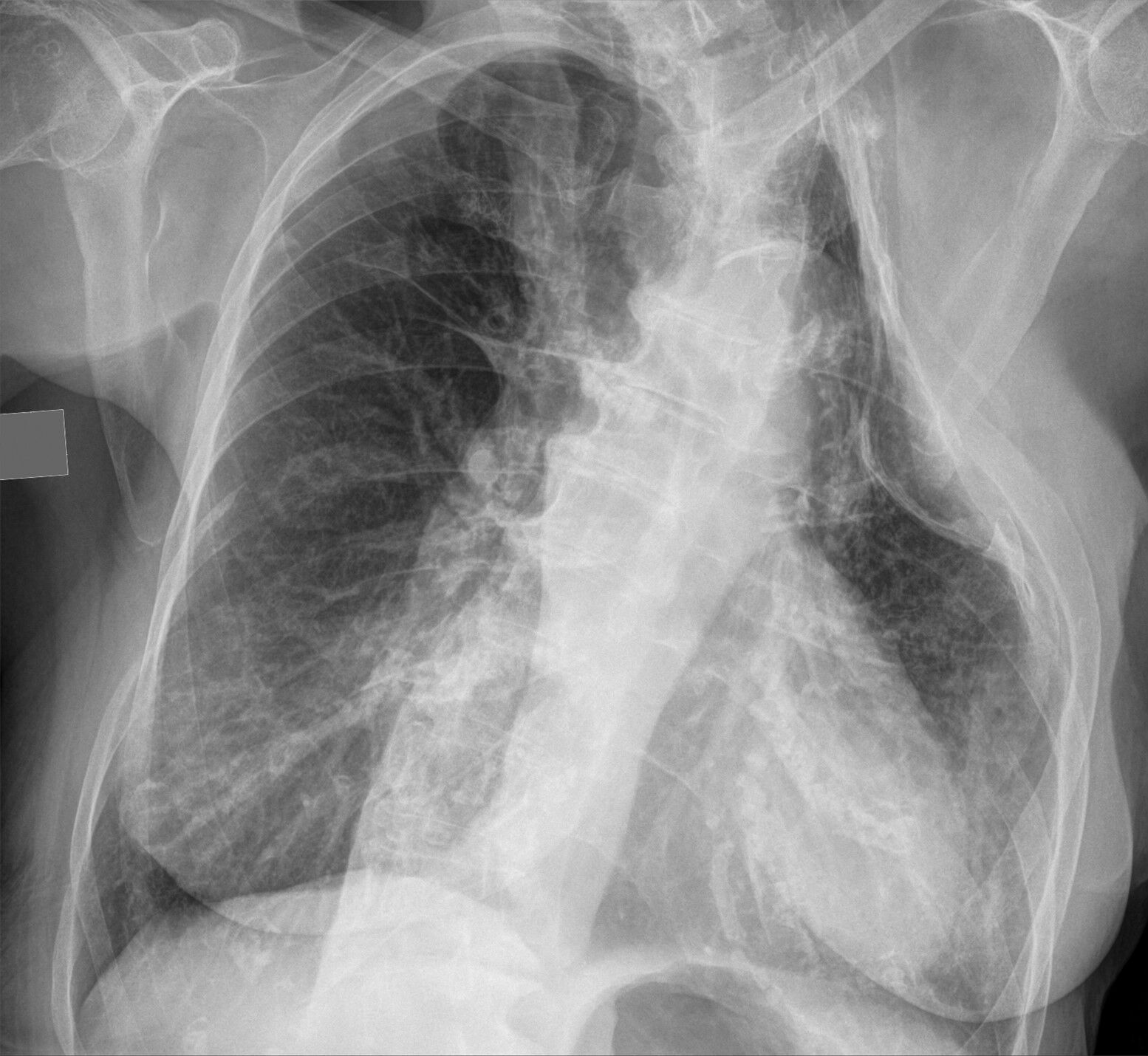
Plíce s tuberkulózou

Thorakoplastika nebo torakoplastika (od torax - hrudník) je operace hrudníku (hrudní stěny) využívaná zejména v minulosti při léčbě tuberkulózy. Jedná se o částečné znehybnění plic. Ale dnes už se příliš nepoužívá - závažné komplikace tuberkulózy jsou vzácné.
První thorakoplastiku v Československu provedli Jiří Diviš a Rudolf Jedlička v roce 1921.